# Elsayeda Gamal-Eldin
Elsayeda Gamal-Eldin (o El-Din) (1943 - ) es una botánica egipcia. Se desempeña académicamente en la división de Genética, en la Facultad de Agricultura de la Universidad de El Cairo.

## Algunas publicaciones

### Libros
- 1981. Revision der Gattung Pulicaria (Compositae-Inuleae) für Afrika, Makaronesien und Arabien. Issue 14 de Phanerogamarum monographiae. Ed. J. Cramer. 311 pp.

- La abreviatura «E.Gamal-Eldin» se emplea para indicar a Elsayeda Gamal-Eldin como autoridad en la descripción y clasificación científica de los vegetales.[1]